# Antonio Andrea Galli
Antonio Andrea Galli (Bolonha, 30 de novembro de 1697 - Roma, 24 de março de 1767) foi um cardeal italiano do século XVIII.

## Biografia
Nasceu em Bolonha em 30 de novembro de 1697. De família nobre. Filho de Sebastiano Galli e Teresa Maria Mazzoni. Ele também está listado como Antonius Andreas Gallus.
Recebeu sua educação inicial em casa. Destinado à vida religiosa, iniciou seus estudos no colégio jesuíta de Bolonha; depois, em 17 de dezembro de 1711, ingressou na Congregação dos Cônegos Regulares do Santíssimo Salvador de Bolonha, de inspiração agostiniana; mais tarde passou para os cônegos Lateranenses. Após terminar os cursos de retórica, filosofia e teologia, Galli emitiu os votos solenes em 11 de dezembro de 1713, mantendo o nome de batismo; ele foi então enviado para S. Pietro in Vincoli, Roma, para aperfeiçoar seus estudos teológicos. Mais tarde, após a ordenação, obteve o doutorado em teologia na Universidade de Bolonha.
Ordenado em 1726. Foi para Bolonha para continuar seus estudos; e depois voltou a Roma para lecionar em S. Pietro in Vincoli. Em 1730, foi nomeado lettore perpetuo da filosofia e da teologia. O ensino permitiu-lhe permanecer em Roma e participar na controvérsia sobre o jansenismo e os jesuítas. Sua formação e correspondência com o cônego agostiniano E. Amort, mais ainda do que o estudo de teologia e liturgia na França, levaram-no lentamente, entre 1733 e 1735, a uma adesão moderada à frente antijesuíta, sem fazer nenhuma tese jansenista, mas sim apoiando uma maior espiritualidade e liberdade nos estudos teológicos.
Foi nomeado consultor da Sagrada Congregação do Index. Em 1736, declinou o cargo de abade do mosteiro de S. Ângelo, em Nápoles, argumentando que a nomeação não tinha validade legal; na verdade, ele temia ser forçado a deixar Roma. Mais tarde naquele ano, foi eleito e aceitou o cargo de abade do mosteiro de S. Cecilia di Corbara, Bolonha. Membro da Accademia litúrgica; e da Congregação para a Reforma do Breviário, 1741-1747. O Papa Bento XIV não ficou satisfeito com o resultado do trabalho da congregação e decidiu estudá-lo cuidadosamente e acrescentar seus comentários; o estudo do papa sobre a obra é consideravelmente prolongado e o pontífice morreu antes de expressar uma opinião definitiva sobre o assunto; depois dele, o texto foi abandonado. Nomeado qualificador do Santo Ofício em 14 de maio de 1744; e examinador dos bispos em 13 de janeiro de 1746. Procurador-geral de sua congregação em 16 de maio de 1748; eleito abade geral em maio de 1751.
Criado cardeal-presbítero no consistório de 26 de novembro de 1753; recebeu o chapéu vermelho em 29 de novembro de 1753; e o título de S. Alessio, 10 de dezembro de 1753. Em 10 de dezembro de 1753, ele foi designado para as Sagradas Congregações do Santo Ofício, Índice, Ritos e Exame dos Bispos; em 24 de julho de 1754, para a Sagrada Congregação de Indulgências e Sagradas Relíquias; e no dia 2 de agosto seguinte, a Sagrada Congregação da Propaganda Fide. Grande penitenciário, 21 de junho de 1755 até sua morte. Em 1755, foi nomeado membro da congregação cardinalícia que tratou da aplicação da bula papal Unigenitus Dei Filius na França e os problemas criados pelos "recorrentes" jansenistas em relação à administração dos sacramentos. As questões levantadas pelo jansenismo permaneceram centrais nas atividades do Cardeal Galli.
Protetor dos Clérigos Regulares de São Paulo (Teatinos) em 1756. Prefeito da Sagrada Congregação do Índice, fevereiro de 1757 até sua morte. Optou pelo título de S. Pietro in Vincoli, 23 de maio de 1757. Como penitenciário-mor, auxiliou o Papa Bento XIV em sua morte, em 3 de maio de 1758. Participou do conclave de 1758, que elegeu o Papa Clemente XIII. Em 1761, o cardeal Galli tornou-se proponente da causa de beatificação do bispo antijesuíta Juan Palafox y Mendoza de Puebla, México, iniciada em 1760 por testamento do rei espanhol Carlos III. O cardeal fez avançar a causa difícil e um tanto duvidosa e depois de sua morte ela foi executada pelo cardeal Lorenzo Ganganelli, futuro papa Clemente XIV (que suprimiu a Companhia de Jesus); em 1777, a causa foi declarada inadmissível pelo Papa Pio VI.
Camerlengo do Sagrado Colégio dos Cardeais, 24 de janeiro de 1763 até 20 de fevereiro de 1764. Protetor da Ordem dos Belém nas Índias Ocidentais, 9 de novembro de 1763. Em 1763, foi nomeado protetor do Collegio Greco e da Accademia di teologia; e em 1764, protetor da Congregação de S. Antonio Abate em Monte Líbano. Em 1766, ele foi designado para a Sagrada Congregação para a correção dos livros da Igreja Oriental. Como cardeal, foi frequentador assíduo do círculo romano dell'Archetto e do grupo de cardeais "filo-jansenistas" encabeçados pelos cardeais Domenico Silvio Passionei, Fortunato Tamburini e Andrea Corsini. Mas o cardeal Galli sempre se distinguiu deles por sua moderação e desejo de evitar discussões que o envolvessem diretamente. Escreveu vários livros de teologia, que não quis publicar; os manuscritos de alguns deles são mantidos no arquivo da Procura Geral dos cônegos Lateranenses em S. Pietro in Vincoli. Ele atualizou a biblioteca do mosteiro de Ss. Salvatore em Bolonha, onde iniciou sua carreira; construiu praticamente de raiz a de S. Pietro in Vincoli, comprando os livros do Cardeal Niccolò Maria Lercari; também refez o piso da igreja de S. Pietro in Vincoli em 1765, causando, porém, a destruição do antigo piso cosmatesco; bem como outras obras menores.
Morreu em Roma em 24 de março de 1767, em seu palácio em Quattro Fontane, em Roma. Após a realização da autópsia, o corpo foi embalsamado; e no dia 27 de março transportado em solene procissão até a igreja de S. Pietro in Vincoli, onde foi exposto e onde ocorreu o funeral; então foi enterrado naquela mesma igreja. Ele havia construído seu túmulo em frente ao altar da SS. Sacramento com epitáfio simples de sua autoria. Os cônegos ergueram um monumento à sua memória em frente à estátua de Moisés de Michelangelo, com uma inscrição comemorativa composta pelo abade Michelangelo Monsacrati.